# Output (álbum)
Output é o primeiro álbum oficial do DJ holandês Fedde le Grand, lançado em 14 de Setembro de 2009 pela Flamingo Recordings. O álbum foi lançado simultaneamente em 60 países. O álbum contém 13 faixas, sendo uma delas um remix de uma música de Danny P-Jazz. Do álbum foram retirados 6 singles, sendo um deles um single promocional para divulgação do álbum.

## Promoção
Para promover o lançamento de seu álbum, Fedde le Grand, que tem um contato grande com seus fãs em sua página oficial, anunciou em sua página e fez apresentações ao redor do mundo, divulgando suas faixas. Ao Lançamento do álbum Le Grand postou em sua página: "Já faz um longo tempo, mas, finalmente, e com um enorme suspiro de ar fresco, estamos muito contentes de apresentar este álbum para você."

## Paradas de vendas
| Parada (2009)              | Melhor posição |
| -------------------------- | -------------- |
| Países Baixos - MegaCharts | 63             |